# Haplodrassus bohemicus
Haplodrassus bohemicus är en spindelart som beskrevs av Miller och Jan Buchar 1977. Haplodrassus bohemicus ingår i släktet Haplodrassus och familjen plattbuksspindlar. Inga underarter finns listade i Catalogue of Life.